# Кирилл (Михайлюк)
Кири́лл (в миру Михаил Ильярович Михайлюк; 5 декабря 1963, село Швейков, Тернопольская область) — архиерей Православной церкви Украины (до 15 декабря 2018 года — Украинской автокефальной православной церкви), епископ Ужгородский и Хустский.

## Биография
Окончил Швейковскую восьмилетнюю школу, Богородчанское ГПТУ-12. В августе 1985 года поступил в Московскую духовную семинарию.
26 апреля 1986 года ректором Московской духовной академии и семинарии архиепископом Дмитровским Александром (Тимофеевым) был рукоположён в сан диакона.
После окончания учёбы служил в Тернопольско-Кременецкой епархии. 19 июля 1988 года архиепископом Волынским и Ровенским Варлаамом рукоположён во священника. Назначен настоятелем прихода Святой преподобной Параскевы Сербской в селе Поручин и Святых благоверных князей Бориса и Глеба в селе Бище Бережанского района 5 августа того же года.
24 ноября 1990 года перешёл в юрисдикцию Украинскую автокефальную православную церковь (УАПЦ) во главе с митрополитом Мстиславом (Скрипником). 22 декабря 1990 года переведён на приход Пресвятой Троицы посёлка городского типа Заложцы Зборовского района.
24 мая 1993 года в храме Святых равноапостольных Кирилла и Мефодия села Шейков архиепископом Тернопольским и Кременецким Иаковом (Панчуком) возведён в сан протоиерея. С 26 июня по 21 ноября того же года служил в кафедральном соборе Святого Андрея Первозванного в городе Хмельницком.
1 декабря 1998 года епископ Хмельницкий и Каменец-Подольский Антоний (Махота) назначил протоиерея секретарём Хмельницкой епархии.
В 1999 году поступил в Киевскую духовную академию Киевского патриархата.
22 июня 2003 года по благословению Филарета (Денисенко) пострижен в монашество с именем Кирилл в честь святого Кирилла, патриарха Александрийского. 23 июля 2003 года возведён в сан архимандрита.
26 июля 2003 года Священный синод Украинской православной церкви Киевского патриархата (УПЦ КП) избрал архимандрита Кирилла (Михайлюка) епископом Ужгородским и Закарпатским.
2 августа 2003 года в Свято-Владимирском кафедральном соборе состоялся чин его наречения, который совершили патриарх Киевский и всей Руси-Украины Филарет (Денисенко), епископ Белоцерковский Александр (Решетняк), епископ Хмельницкий и Каменец-Подольский Антоний (Махота), епископ Васильковский Панкратий (Тарнавский), епископ Симферопольский и Крымский Климент (Кущ), епископ Черниговский и Нежинский Михаил (Зинкевич). 3 августа в Свято-Владимирском соборе Киева за Божественной литургией теми же архиереями рукоположён во епископа Ужгородского и Закарпатского.
Удостоен высших церковных наград, в частности, ордена Архистратига Михаила (23 января 2004 года).
После начала боевых действий на юго-востоке Украины посетил зону АТО, привезя военнослужащим внедорожник, приобретенный за счёт верующих Виноградовского района, а также сфотографировался на фоне машины с автоматом и боеприпасом. Последний факт вызвал недовольство руководства УПЦ КП. 26 декабря 2014 года по решению Священного синода УПЦ КП был запрещён в служении «за совершение действий, несовместимых с саном епископа, которые стали причиной соблазна и критики в адрес Церкви, нарушение 83 Апостольского правила, которым епископу запрещается заниматься военным делом». В ответ объявил о своём выходе из состава УПЦ КП и 25 декабря принят в юрисдикцию УАПЦ и назначен управляющим Закарпатской епархией УАПЦ.
24 сентября 2017 года стал участником массового конфликта в селе Оболоня Долинского района Ивано-Франковской области, участниками которого, с одной стороны, были епископ Кирилл и его сторонники, а с другой — члены местной общины УАПЦ, принадлежавшие к Ивано-Франковской епархии УАПЦ.
15 декабря 2018 года принял участие в «объединительном соборе украинского православия», став участником новообразованной Православной церкви Украины (ПЦУ).
5 февраля 2019 года, согласно решению Священного синода ПЦУ, его титул был изменён на «епископ Ужгородский и Хустский».